# Otto Bischof
Otto Maria Josef Bischof (* 14. Januar 1904 in Kehl; † 6. März 1978 in Rickenbach) war ein deutscher Kommunalpolitiker (CDU).

## Leben
Der Sohn eines Reichsbahnoberinspektors besuchte von 1913 bis 1922 ein humanistisches Gymnasium. Von 1922 bis 1925 studierte er Rechts- und Staatswissenschaften. Nach Ablegen der zweiten juristischen Dienstprüfung war er Regierungsassessor bei mehreren Finanzämtern. Am 1. Januar 1933 wurde er beim Finanzamt Singen (Hohentwiel) zum Regierungsrat ernannt. Im November 1933 wechselte er zum Finanzamt Bremerhaven und 1934 zum Oberfinanzpräsidium Bremen. 1940 war Bischof einige Monate beim Finanzamt Marienburg eingesetzt, bevor er am 1. September 1940 zum Oberfinanzpräsidium Danzig-Westpreußen wechselte. Von 1944 bis 1945 leistete er Wehrdienst bei der Dolmetscher-Kompanie in Hameln. Als Regierungsrat arbeitete er anschließend beim Landratsamt Villingen und beim Landratsamt Donaueschingen. Von 1949 bis 1968 war er schließlich Landrat des badischen Landkreises Säckingen. 1968 trat er in den Ruhestand.
Ein Hochrelief des Bildhauers Josef Obeth an der Anfang 1960 eröffneten Gewerbeschule in Rheinfelden zeigt sein Konterfei.

## Ehrungen
- 1968: Verdienstkreuz 1. Klasse der Bundesrepublik Deutschland